# Abierto de Australia 1975
Lista de los campeones del Abierto de Australia de 1975:

## Individual masculino
John Newcombe (AUS) d. Jimmy Connors (USA), 7–5, 3–6, 6–4, 7–5

## Individual femenino
Evonne Goolagong Cawley (AUS) d. Martina Navratilova (República Checa), 6–3, 6–2

## Dobles masculino
John Alexander/Philip Dent (AUS)

## Dobles femenino
Evonne Goolagong Cawley (AUS)/Peggy Michel (USA)
| Predecesor: 1974                           | Abierto de Australia 1975 | Sucesor: 1976                         |
| Predecesor: Abierto de Estados Unidos 1974 | Grand Slam 1975           | Sucesor: Torneo de Roland Garros 1975 |

- Datos: Q588389